# Васкрсење (опера)
Васкрсење (итал. Risurrezione), опера, драма у четири чина Франка Алфана

## Либрето
Чезаре Анау (Cesare Hanau) према драми Васкрсење (Воскресение) Лава Толстоја (Лев Николаевич Толстой).

## Праизведба
30. новембар 1904, Торино у Teatro Vittorio Emanuelle.

## Праизведба уСрбији
14. октобар 2005, Нови Сад у Српском народном позоришту 

## Ликови и улоге
| Катерина Михаиловна Маслова, звана Катјуша () |                          | сопран             |
| Кнез Димитри Иванович Нехљудов ()             |                          | тенор              |
| Софија Ивановна ()                            | његова тетка             | мецосопран         |
| Матрјона Павлова ()                           | гувернанта               | контралт           |
| Симонсон Иванович ()                          | политички прогнаник      | баритон            |
| Ана ()                                        | стара сељанка            | контралт           |
| Корабљова ()                                  | затвореница              | контралт           |
| Служавка ()                                   |                          | контралт           |
| Вера ()                                       | политичка прогнаница     | мецосопран         |
| Фењичка ()                                    | затвореница              | сопран             |
| Грбава девојка ()                             | затвореница              | контралт           |
| Црвенокоса ()                                 | затвореница              | мецосопран         |
| Криљцов ()                                    | политички прогнаник      | бас                |
| Главни стражар ()                             |                          | бас                |
| Стражар ()                                    |                          | баритон            |
| Службеник на станици ()                       |                          | баритон            |
| Службеник ()                                  |                          | тенор              |
| Жена ()                                       |                          | сопран             |
| Младожења ()                                  |                          | баритон            |
| Два сељака ()                                 |                          | 2 баса             |
| Три затворенице ()                            |                          | 2 сопрана контралт |
| Козак ()                                      |                          | баритон            |
| Феђа ()                                       | девојчица од осам година |                    |
| Медведица ()                                  | затвореница              |                    |

Гласови из цркве (I и IV чин); сељаци и сељанке (II чин); затворенице (III чин); политички изгнаници (IV чин) (хор)

## Место и време
Русија и Сибир крајем XIX века

## Оркестар
3 Флауте (1 Пикола) / 3 Обое (1 Енглески рог) / 3 Кларинета (1 Бас кларинет) / 2 Фагота / 1 Контрафагот
4 Хорне / 3 Трубе / 3 Тромбона / 1 Туба
Тимпани / Ударачи (Чинеле/Триангл/Велики бубањ) / Звона / Ксилофон / Челеста / 2 Харфе / Клавир
I и II Виолине / Виоле / Виолончела / Контрабаси

### чин
Кућа Софије Ивановне, вече пред Ускрс. Кнез Димитри Иванович Нехљудов је дошао у посету код своје тетке, Софије Ивановне, за Ускрс, пре него што оде у рат са Турцима. Код ње живи и помаже јој Катерина Михајловна, коју је Софија Ивановна узела као сироче. Димитри је није видео више година, а од тада је одрасла у праву лепотицу. Он се заљуби у њу на први поглед и заведе је.
Железничка станица у малој Русији. Зима је. Док пада снег, на празној станици седи Катјуша са старом сељанком Аном. Димитри је након Ускрса отишао, постиђено јој гурнувши у руке сто рубаља. Када је Софија Ивановна сазнала да је Катјуша трудна, избацила ју је напоље. Катјуша је сазнала да ће Димитри, у повратку из рата, са те станице ићи за Петроград. Она га чека док се из чекаонице чују раздрагани гласови путника, што њу чини још несрећнијом. Када стигне воз, Димитри утрчи у њега са једном женом ни нептиметивши Катјушу. Она у очајању жели да се баци под воз, али не успе и уз Анину помоћ, оде.

### део
Велика тамница женског одељења затвора у Петрограду. Катјуша се одала проституцији и невино је оптужена да је убила једног клијента. У затвору чека да буде упућена у прогонство у Сибир на двадесет година. У тамници је пуно жена и девојака, а главна међу њима је Корабљова. Када Катјуши стигну новци од њене бивше газдарице, она од ње купи цигаре и вотку и дели свима. Долази Димитри који је био у пороти која ју је осудила. Он жели да јој помогне и да је спасе, кајући се за своје поступке, али она га одбија. Говори му како га је видела, како се скоро убила, како је побацила. Он је шокиран колико се променила и, да би је спасио, жели да се ожени с њом. Она не жели више да говори с њим. Одлазећи, Димитри оставља фотографију на којој је он са тетком и њом. Катјуша, са сликом у руци, у сузама заспи.

### чин
Сибир. Пут који пролази крај села. Ускршње јутро. Козаци спроводе изгнанике кроз Сибир и стају крај одморишта. Долази Димитри који је донео ослобађајућу пресуду за Катјушу. Затвореник Симонсон жели да разговара са њим и пита га за пристанак да се ожени са Катјушом коју је заволео. Димитри му одговара да је на њој да одлучи. Када остане сам са Катјушом, она одговара да ће се удати за Симонсона Ивановича јер га више воли. Димитри, тешка срца прихвата али жели да зна да ли га она још увек воли. Она му открива да га ипак воли, али да не жели да се уда за њега јер би га тиме осрамотила и сматра да он заслужује бољу жену од затворенице Маслове. Она је нашла спокој у Симонсону и жели да се промени, да постане боља особа. Димитри одлази срећан због ње, јер је поново она Катјуша какве се сећа, док она остаје уз Симонсона. У даљини, из села, се чују црквена звона и народ који пева „Христос васкресе! Хосана”.

## Познате музичке нумере
- (Познајем своју собу...) - Ариозо Димитрија ( чин)
- (Неко је у башти?... То је Катјуша!...) – Дует Катјуше и Димитрија ( чин)
- (Милостиви Боже, дај да напокон дође) – Катјушина арија ( чин)
- (Плачи, да плачи) - Димитријев ариозо ( чин)
- (Да то сам ја!) – Катјушин ариозо ( чин)
- (Кад је видех, један глас ми рече) – Симонсонова арија ( чин)
- (А сад, иди... одлази!... Срећна сам!!!) – Завршни дует Катјуше и Димтрија (IV чин)